# ニッケル・カドミウム蓄電池

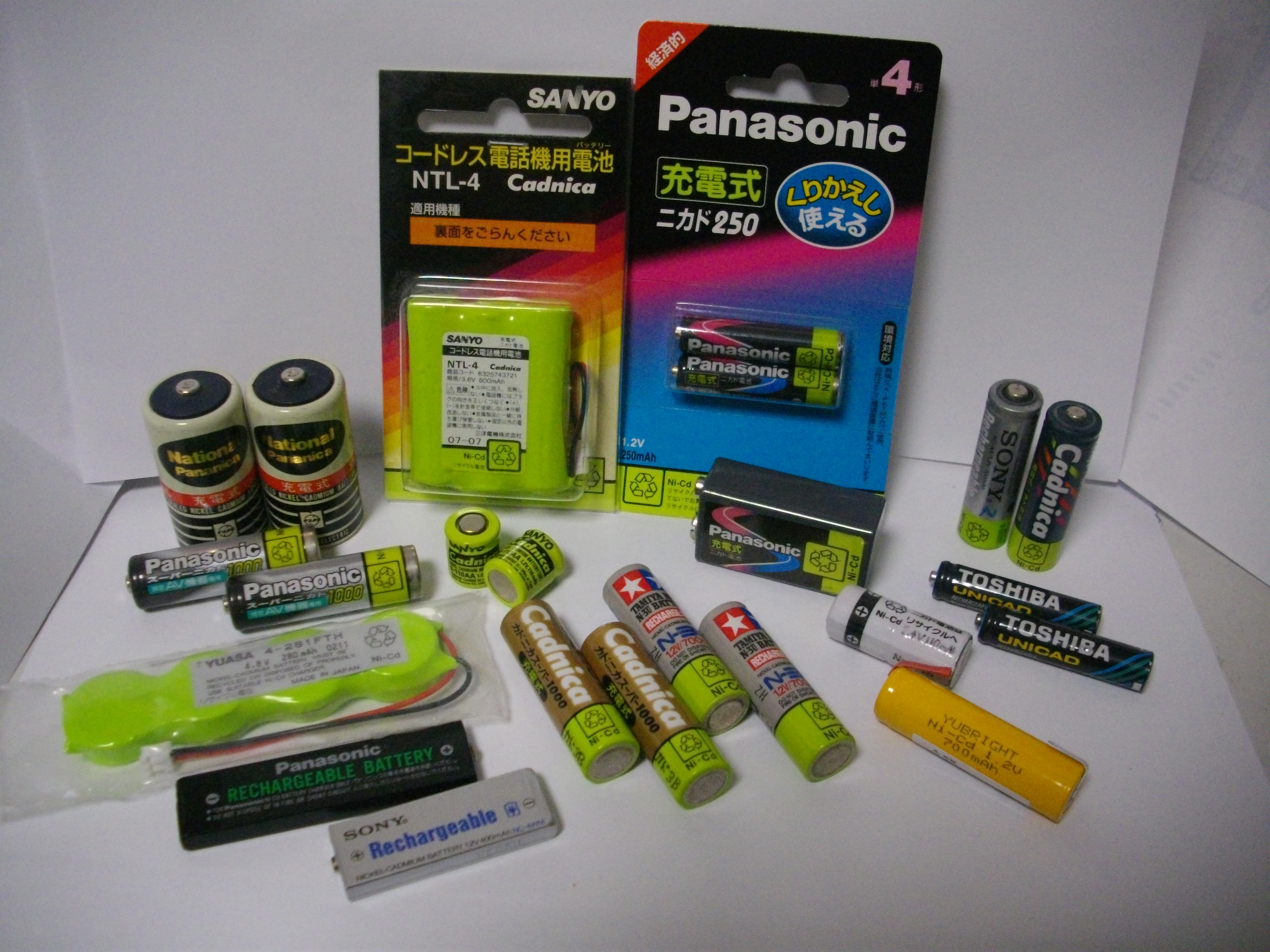
各種ニカド電池。乾電池互換形状やカセットプレーヤー用、電池パック、機器組み込み用など

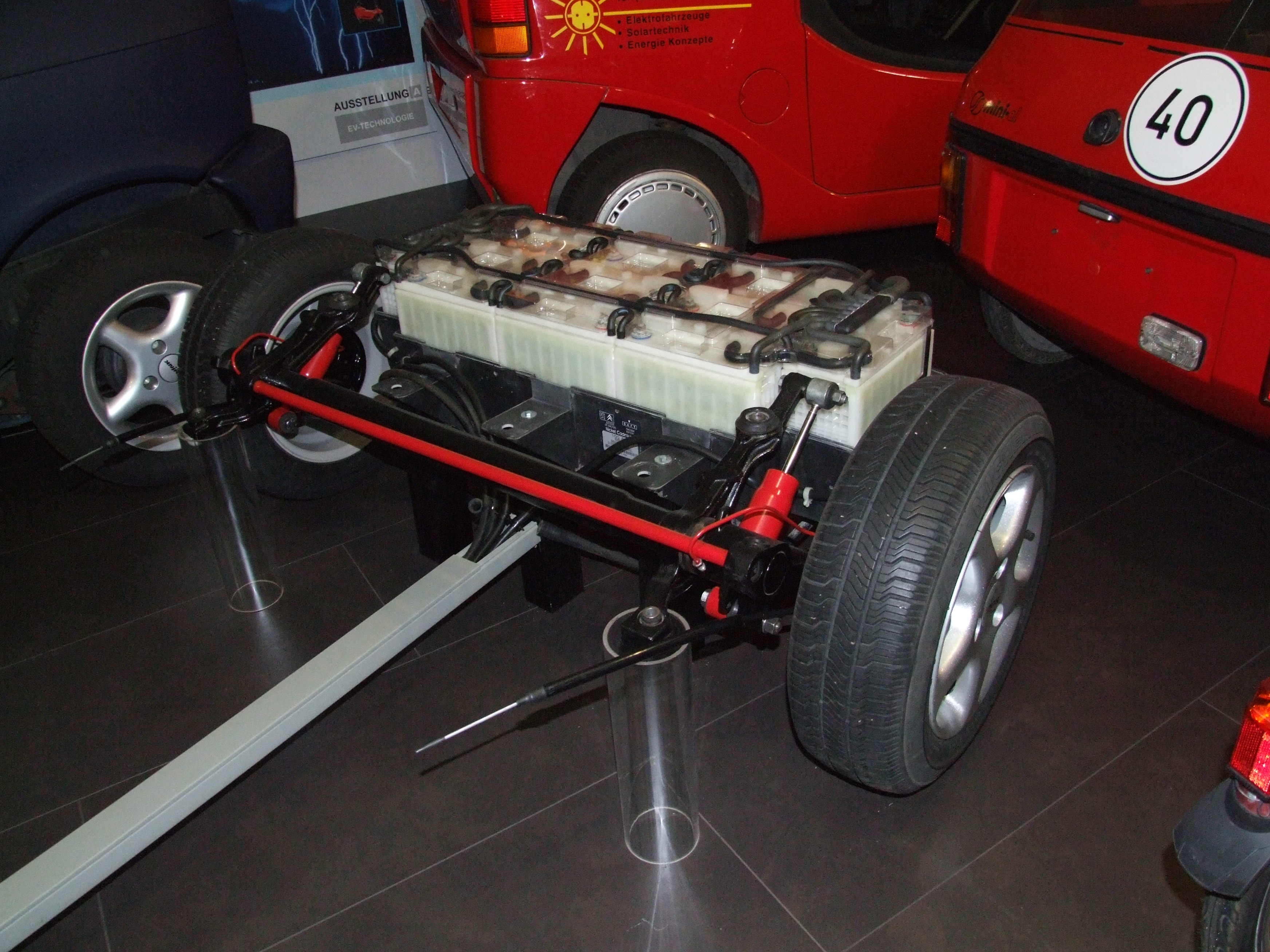
ドイツ、アルトルスハイム オートビジョン博物館、PSAのニッケル・カドミウム蓄電池

リサイクルマーク（リサイクル法による）

ニッケル・カドミウム電池（ニッケル・カドミウムでんち、英語: Nickel-Cadmium rechargeable battery:Ni-Cd）とは、二次電池の一種で、正極にオキシ水酸化ニッケル、負極にカドミウム、電解液に水酸化カリウム水溶液（苛性カリ・KOH aq.）を用いたアルカリ蓄電池である。ニッカド電池（三洋電機の商標）、ニカド電池、カドニカ電池（三洋電機の登録商標第1913742号）とも呼ばれる。ユングナー電池とも言う。
識別色は、■黄緑（ライムグリーン）。日本工業規格（JIS）上の名称は、密閉形ニッケル・カドミウム蓄電池(JIS C 8705)。

## 概要
ニッケル・カドミウム蓄電池の出力特性は、モーターなどの高出力用途に適している。反面、自然放電（使用しなくても蓄えていた電気の量が減少すること）が大きいため、時計など消費電力が小さく、また長期間稼働させ続ける機器には不向きである。また、一般に広く流通している円筒型ニッケル・カドミウム蓄電池の公称電圧は1.2 Vから1.25 Vとされており、同形状の一次電池（マンガン乾電池、アルカリ乾電池）の定格である1.5 V よりも低いので、それらと単純に入れ替えても正常に動作しない機器も中にはある。
また、水銀電池と同じように、使い始めから放電終止直前まで電圧、電流ともに安定した放電を行い、放電終了直前から急激に電圧が下がるという、ニッケル・カドミウム電池独特の放電特性により、一次電池の使用を前提とした機器では、電池の残量表示が正常に働かないことが多い。ニッケル・カドミウム電池の使用を前提とした機器（ビデオカメラ、掃除機、ヘッドホンステレオなど）では、1980年代後半に電子制御によって残量表示が可能となった。
含有するカドミウムが「イタイイタイ病」を起こす有害物質で、廃棄時に環境へ悪影響を与える問題があること、容量が少ないこと、メモリー効果が顕著で管理が面倒なことなどから、ニッケル・水素充電池やリチウムイオン電池が代わりに広く使用されるようになってきたが、歴史が長く取り扱いのノウハウが豊富であることや、電池がタフである（過放電に強い）事、瞬発力の高さ、生産コストの面などから、ラジコンなどホビーの分野、電動工具用の蓄電池としては現役で広く使われ続けている。
近年、需要や製造メーカーの減少により、ニッケル・水素充電池よりも価格が高くなる逆転現象が続いていたが、ガーデニング用太陽光充電式ガーデンライトや家庭用ソーラー防犯灯の普及により、需要の減少に歯止めがかかったため沈静化した。

### 反応式
- 正極: {\displaystyle {\ce {{NiOOH}+{H2O}+{\it {e}}^{-}->{Ni(OH)2}+OH^{-}}}}
- 負極: {\displaystyle {\ce {{Cd}+2OH^{-}->{Cd(OH)2}+{2{\it {e}}}^{-}}}}

## 種類
極板形式による分類は次のとおり。
- ポケット式アルカリ蓄電池
- 焼結（シンター）式アルカリ蓄電池
特に極板を薄くすることが出来る為、短時間で大電流を取り出せる瞬発力の大きさが期待出来る。

## 特徴
- 内部抵抗が小さい
  - 大電流の放電が可能
- 電圧がほぼゼロになるまで放電をしても（過放電）、所定の回復充電（充放電を数回繰り返す）を行うことにより容量が回復する
  - 蓄電池としては、少々雑な扱いにも耐えると言える
- 低温環境での電圧降下が少ない（0 ℃ - 20 ℃ の範囲でも使用が可能である。同じように低温状態でも使用可能な電池はリチウム電池のみである）
- 自然放電がニッケル・水素充電池より少ない（現在では、自己放電抑制型のニッケル水素電池の登場で、立場は逆転している）

## 問題点
- 同サイズ（体積）で比較すると、ニッケル・水素充電池に比べて放電容量が少ない
- つぎ足し充電を繰り返し行うとメモリー効果が顕著にあらわれる。そのため次回充電する際に注意が必要。
- 自然環境への影響（使用しているカドミウムが有害）がある。そのため、使用済み電池の回収が行なわれている。
- 起電力が負の温度特性を持っているため、サーマルランナウェイ（熱暴走）を起こす。

## 国内の主な製造メーカー
- パナソニック
  - 旧・松下電器産業 - パナニカ電池/パナソニックニカド電池
  - 旧・三洋電機 - カドニカ電池（Cadnica） - 国内では古くから製造、販売を行っていた。充電式懐中電灯の「カドニカライト」など、ヒット商品も多く生み出している。マブチモーター、タミヤ、東京マルイ等へ模型用電池としても供給していた。2018年現在もパナソニックブランドにてカドニカを製造販売している。
- 東芝・ユニカド電池（UNICAD）
- ソニー - ウォークマン用にガム型電池を開発した。これによりヘッドホンステレオの小型化が実現した。
- GSユアサ - 主に産業用のニカド電池、ボタン型ニカド電池を製造。
- 古河電池 - 主に防災機器用のニカド電池を製造[3]。
- 新神戸電機 - 主に日立ハイタニカブランドで展開。